# Gylf

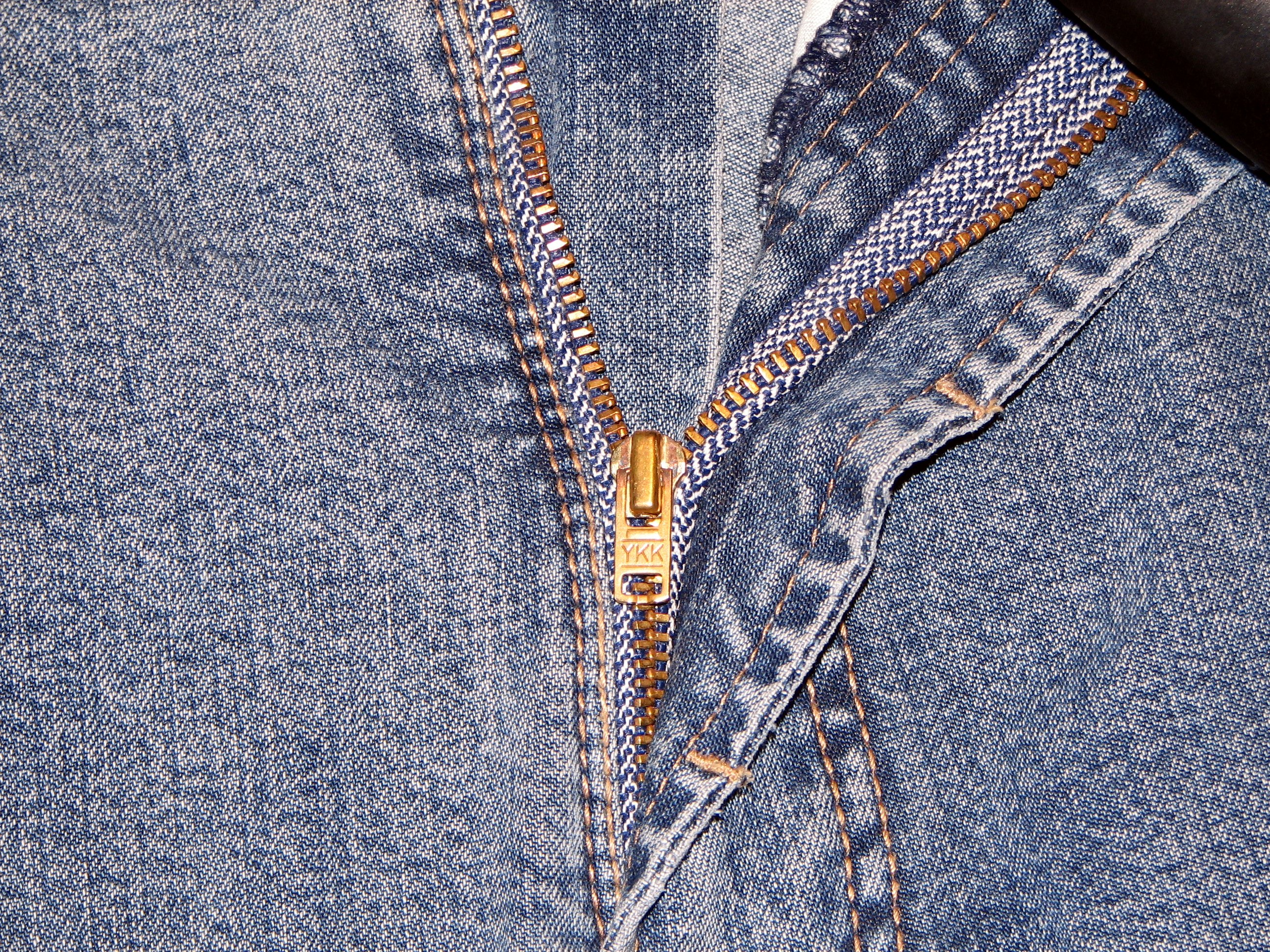
En blixtlåsförsedd gylf på ett par jeansbyxor.

En gylf är en öppning på byxors framsida. Gylfen kan bestå av knappar eller blixtlås.
När hosorna började göras om till byxor, dvs syddes ihop, föddes behovet av att konstruera en öppning som snabbt och enkelt gick att öppna och stänga utan att plagget togs av. Den tidiga varianten var i god tradition stor och iögonfallande. På hosornas senare tid doldes mannens könsdelar med en så kallad blygdkapsel (skamkapsel). Den var ofta överdrivet stor. Det var ett sprund framtill som slöts med stora och vackert utformade knappar. 
Gylfen infördes först på finare herrkläder på 1600-talet.
Gylfmodet fick ge vika för byxluckan som 1700-talets knäbyxor (culotter) försågs med. I och med byxluckans införande avsexualiserades herrbyxorna. Och när gylfen åter blev på modet på 1840-talet gjordes den så diskret att den helst inte skulle synas alls – knapparna doldes bakom en fåll. Ytterligare förbättring kom med blixtlåset på 1930-talet, men parallellt med den nya uppfinningen, fortsatte man att sy byxor med knappgylf.
Ordet "gylf" är av oklart ursprung och är belagt i svenska språket sedan 1901.